# Barbara Moleko
Barbara Moleko (født Barbara Boitumelo Aersoe i 1986) er en dansk sangerinde og sangskriver. Hun udgav sit debutalbum, Lykken er... i 2012, som gav hende hittet "Dum for dig". I 2015 udkom hendes andet album, Bapsz, hvorfra "Gør mig lykkelig" blev et stort radiohit. Hun har været vært for MGP 2017 sammen med Sofie Østergaard.

## Opvækst og karriere

### Fødsel og opvækst (1986–2008)
Barbara Moleko er datter af en dansk mor og en sydafrikansk far. Hun er født på Rigshospitalet i København, og voksede op i Mozambique og Sydafrika i henholdsvis fire og otte år. I 1998, da Moleko var 12 år, blev forældrene skilt, og sammen med moderen flyttede hun til Danmark og bosatte sig i Vanløse.

### Musikkarriere (2009–nu)
Moleko var med i P3's Karrierekanon 2010.
Den 19. marts 2012 udkom hendes første singlen "Gå en tur". Den 20. juni 2012 udkom så EP'n "Enchantments" udviklet i samarbejde med Exampler under bandnavnet XOB. Hun er desuden kendt for at være med på nummeret "Helt min egen" sammen med L.O.C.. Hendes første solo album Lykken er... udkom den 17. september 2012 og har fået både fire og fem stjerner af pressens musikanmeldere.
I 2012 var hun desuden korsanger på Soluna Samays sang Should've Known Better ved Eurovision Song Contest i Baku, hvor Danmark blev nummer 23 i finalen.
Barbara Moleko udsendte sit andet album, Bapsz i juni 2015. Albummets første single "Gør mig lykkelig" var den tredje mest spillede sang samlet set på P3 og P4 i 2015.
I 2023 deltog Moleko i sæson 20 af Vild med dans.
Hun dansede med den professionelle danser Damian Czarnecki.

## Diskografi

### Album
- Lykken er... (2012)
- Bapsz (2015)

### Singler
| År                                                               | Titel                | Højeste placering | Højeste placering | Højeste placering | Certificering                          | Album        |
| År                                                               | Titel                | Download          | Streaming         | Airplay           | Certificering                          | Album        |
| ---------------------------------------------------------------- | -------------------- | ----------------- | ----------------- | ----------------- | -------------------------------------- | ------------ |
| 2012                                                             | "Gå en tur"          | —                 | —                 | —                 |                                        | Lykken er... |
| 2012                                                             | "Dum for dig"        | 7                 | 18                | 4                 | - Guld (download) - Platin (streaming) | Lykken er... |
| 2013                                                             | "Klar til kærlighed" | —                 | —                 | —                 |                                        | Lykken er... |
| 2013                                                             | "Gør det lettere"    | 33                | —                 | —                 |                                        |              |
| 2015                                                             | "Gør mig lykkelig"   | —                 | —                 | 3                 |                                        | Bapsz        |
| 2015                                                             | "Paranoia"           | —                 | —                 | 10                |                                        | Bapsz        |
| 2015                                                             | "Tag min hånd"       | —                 | —                 | 8                 |                                        | Bapsz        |
| "—" markerer en udgivelse der ikke opnåede en hitlisteplacering. |                      |                   |                   |                   |                                        |              |

#### Gæsteoptrædener
| År                                                               | Titel                                                                                    | Højeste placering | Højeste placering | Certificering                               | Album                              |
| År                                                               | Titel                                                                                    | Download          | Streaming         | Certificering                               | Album                              |
| ---------------------------------------------------------------- | ---------------------------------------------------------------------------------------- | ----------------- | ----------------- | ------------------------------------------- | ---------------------------------- |
| 2012                                                             | "Helt min egen" (L.O.C. featuring Barbara Moleko)                                        | 1                 | 1                 | - Platin (download) - 2× Platin (streaming) | Prestige, Paranoia, Persona Vol. 2 |
| 2012                                                             | "Jeg brækker mig" (Sara & David på P3 featuring TopGunn, Barbara Moleko & Ivan Pedersen) | 23                | —                 |                                             |                                    |
| 2013                                                             | "Kvinder og kanoner" (Djämes Braun featuring Barbara Moleko)                             | 28                | —                 |                                             | Modgift                            |
| "—" markerer en udgivelse der ikke opnåede en hitlisteplacering. |                                                                                          |                   |                   |                                             |                                    |